# Eugenia Lucezarski
Eugenia Lucezarski întâlnită și Eugenia Lucezarscaia, cunoscută publicului drept Jeni Luci (n. 27 noiembrie 1881, Chilia, județul Ismail - 1955, București) a fost o mezzosoprană din Basarabia.

## Educație
A urmat Gimnaziul de Fete "Principesa Natalia Dadiani" între 1897 și 1901 și, în paralel, Școala de Muzică "Vasile Gutor" din Chișinău pe care a absolvit-o în 1902. A studiat apoi la  Conservatorul din Sankt Petersburg (1902-1906) sub îndrumarea Nataliei Irețkaia.

## Activitate artistică
A debutat pe 16 decembrie 1906 cu rolul Nedda din opera Paiațe de Ruggiero Leoncavallo pe scena Teatrului Casa populară "Împăratul Nicolae al II-lea" din Sankt Petersburg. Este angajată la Moscova la "Teatrul Mare Imperial" unde va activa între 1906 și 1919. Situația politică o obligă să revină în Republica Moldova, unde este angajată la Opera Basarabeană (1920-1921). Debutează pe scena din Chișinău pe 14 decembrie 1919. Va pleca apoi la Cluj-Napoca (1923-1926) și mai apoi la București (1926-1932); în paralel, susține concerte la capela Societății "Cântarea României" din București (1932-1940). Va trece granița, ajungând la Roma, Napoli și Barcelona.
 "După Carmen am dorit a scrie despre dna Lucezarscaia și n-am putut. N-am putut analiza toate impresiile fine și complexe ale creației sale. Câteva zile am trăit, luminat de chipul ei senin, reamintind și din nou trăind toate detaliile lui. Dânsa era splendidă. Nu. Încă mai mult. Dânsa era sclipitoare. Da. Dânsa era sclipitoare, sclipitoare ca un soare de sud, cald, aurit, sclipitoare, misterioasă, misterioasă ca noaptea cu stele argintii" spunea despre ea scriitorul Leon Donici-Dobronravov în numărul din 1995 al revistei "Opera Basarabeană".

## Roluri interpretate
A jucat în zeci de roluri de-a lungul carierei, cele mai importante fiind:
- Stefano (Romeo și Julieta de Ch. Gounod);
- Amneris (Aida);
- Azucena (Trubadurul);
- Madalena (Rigoletto de G. Verdi;
- Dalila (Samson și Dalila de С. Saint-Saens);
- Vanea (Viața pentru țar de M.I. Glinka);
- Prințesa (Rusalka de A.S. Dargomâjski);
- Charlotte (Werther de J. Massenet);
- Konceakovna (Cneazul Igor de A.P. Borodin);
- Lei (Fata de zăpadă de N.A. Rimski-Korsakov);
- Polina și Milovzor (Dama de pică de P.I. Ceaikovski);
- Marina Mnișek (Boris Godunov de M.P. Musorgski);
- Marfa (Hovanșcina de M.P. Musorgski);
- Carmen (titular, de G. Bizet;
- Eboli (Don Carlos de G. Verdi);
- Alisa (Lucia di Lammermoor de G. Donizetti);
- Brunhilda (Inelul Nibelungilor de R. Wagner);
- Olga (Evgheni Oneghin de P.I. Ceaikovski).